# Stadium of Light

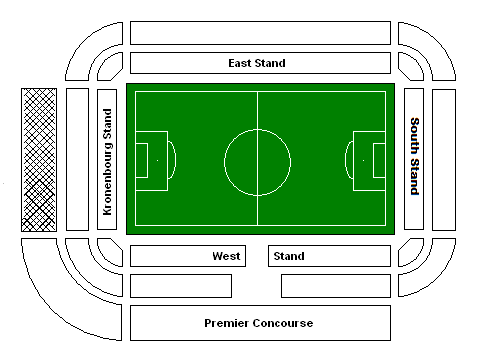
Planul stadionului. Suprafața hașurată indică zona pentru fanii oaspeților

Stadium of Light (română Stadionul Luminii) este un stadion de fotbal din Sunderland, Anglia, arena de casă a clubului Sunderland A.F.C. Cu o capacitate de 49.000 de locuri, Stadium of Light este al 5-lea ca mărime din toate stadioanele engleze de fotbal, și al 4-lea din Premier League.

## Meciuri internaționale
| Data              | Rezultat                    | Competiția                                           |
| ----------------- | --------------------------- | ---------------------------------------------------- |
| 10 Octombrie1999  | Anglia 2–1 Belgia           | Meci amical                                          |
| 27 Noiembrie 2002 | Anglia U-20 3–5 Italia U-20 |                                                      |
| 2 Aprilie 2003    | Anglia 2–0 Turcia           | Preliminariile Campionatului European de Fotbal 2004 |

## Concerte
- 2009: Oasis,[4] Take That[5]
- 2010: Pink[6]
- 2011: Take That,[7] Kings of Leon[8]

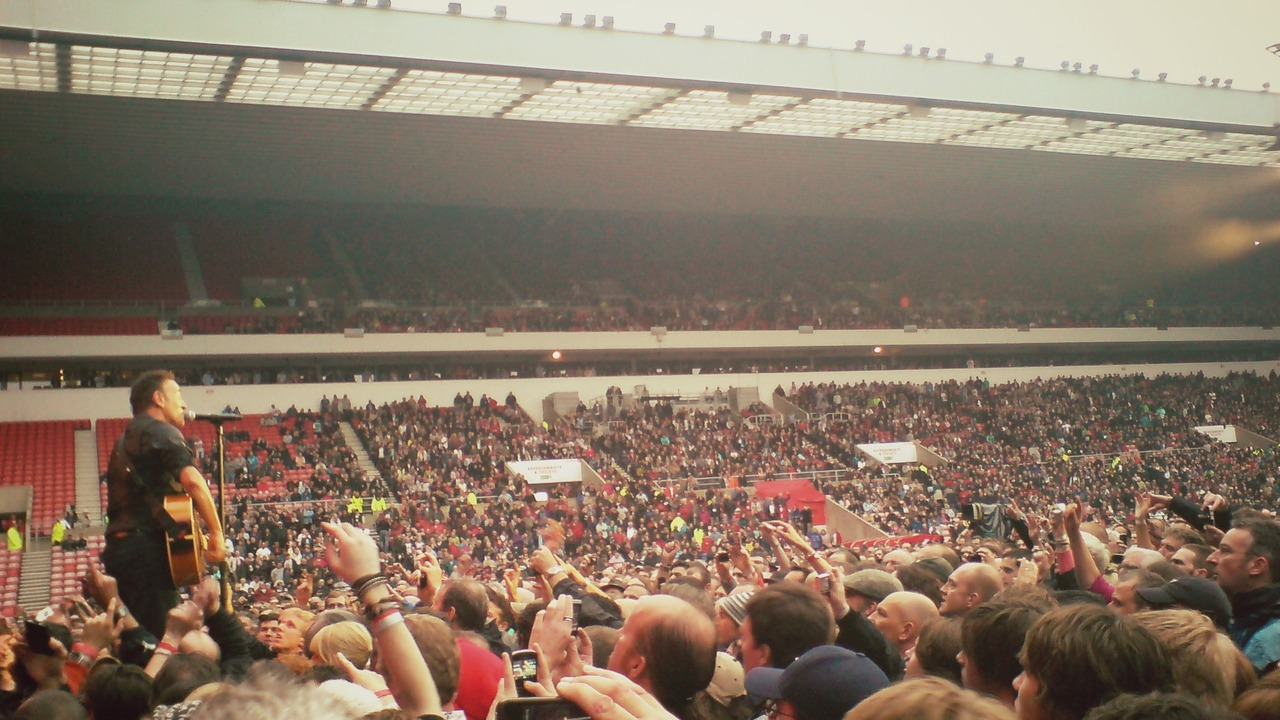
Bruce Springsteen cântând pe Stadium of Light, Sunderland, 21 iunie 2012

- 2012: Red Hot Chili Peppers,[9] Coldplay,[10] Bruce Springsteen and the E Street Band[11]
- 2013: Bon Jovi, Rihanna, North East Live
- 2014: One Direction, North East Live

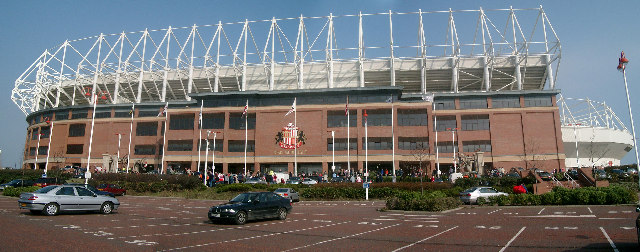
West Stand